# 中华胡枝子
中华胡枝子（学名：Lespedeza chinensis），又称为華胡枝子，豆科胡枝子属下的一个种。